# Morrin Centre
Le Morrin Centre est un centre culturel de Québec. Il est conçu pour faire valoir la contribution historique et actuelle de la culture anglophone. Il est situé dans un lieu historique national au cœur du Vieux-Québec.

## Histoire
Ce lieu a connu quatre différentes fonctions:
- Redoute Royale (1712-1808)
- Prison commune de Québec (1813-1868)
- Morrin College (1862- vers 1902)
- Literary and Historical Society of Quebec (depuis 1824)

En 2004, la Literary and Historical Society of Quebec devint propriétaire du site historique par bail emphytéotique. Le centre culturel agrandit la mission de sa bibliothèque afin de devenir un pôle pour le patrimoine anglophone de Québec. Une importante restauration intérieure a été faite avant le développement du Morrin Centre. Ce dernier ouvre officiellement ses portes en juin 2006. Le centre héberge la bibliothèque privée de la Literary and Historical Society of Quebec, des espaces patrimoniaux pour des événements et un service d'interprétation.
Le fonds d’archives du Morrin College est conservé au centre d’archives de Québec de la Bibliothèque et Archives nationales du Québec.

## Literary and Historical Society of Quebec
Fondée le 6 janvier 1824, la Literary and Historical Society of Quebec (Société littéraire et historique de Québec) est la première société savante du Canada. Son objectif est de conserver, mettre en valeur et diffuser les documents historiques de la colonie (à cette époque, le Canada est encore une colonie anglaise). Après des incendies et des déménagements, elle s’installe dans l’aile nord du Morrin College en 1868. Grâce à l’influence que la Société littéraire et historique de Québec a su avoir sur les études supérieures, elle devient l’instigatrice de la création de la Commission géologique du Canada, des Archives publiques du Canada (aujourd’hui Bibliothèque et Archives Canada) et de la Commission des lieux et monuments historiques du Canada. Dès 1889, l’établissement se distingue par son avant-gardisme en décernant un diplôme de baccalauréat à une femme.

### La bibliothèque
La bibliothèque de la Société littéraire et historique de Québec ouvre ses portes en 1830 avec 152 volumes. Il est facile de connaitre son contenu puisque, depuis 1831, la société compte son catalogue dans ses publications. En 1853 et 1862, la société fut victime d’incendies et perdit une partie importante de sa collection. Un grand nombre de dons furent reçus suite de ces accidents. En ajoutant les montants d'assurances et des subventions gouvernementales, la bibliothèque put rouvrir à ses membres. En 1864, on compte 3381 volumes dans le catalogue. Installée dans ses locaux actuels en 1868, la bibliothèque incorpore la collection de la Quebec Library au coût de 500$. Cet endroit, fondé en 1779 par le gouverneur Frederick Haldimand, était la plus vieille bibliothèque de souscription au Canada. La plupart des livres de cette collection originale ne se trouvent plus au Morrin Centre aujourd’hui. En 1883, le nombre de volumes en circulation est d’environ 3000 par année. En 1887, elle est la 14e bibliothèque publique en importance au Canada.
Les acquisitions d’ouvrages ont été effectuées au fil des conférences présentées et lors de formations données. Ceci grâce à des achats et des dons importants. Les sujets traités dans la collection répondent à la mission de la société soit l'avancement de l'histoire, des sciences et, à plus petite échelle, de la littérature. À ce moment, la majorité des volumes étaient d’auteurs britanniques notamment parce que la recherche scientifique y était plus ancienne et centralisée. Avec l’achat des ouvrages de la Quebec Library, les sections de littérature et d’histoire moderne ont pu augmenter. Les volumes des sciences naturelles restent tout de même plus importants afin de répondre aux demandes des membres.
Au XXe siècle, la gestion et les services de la bibliothèque de prêts occupent la majorité des activités de la Société littéraire et historique de Québec. En 1944, elle est presque exclusivement une bibliothèque. C’est aussi à cette époque que la bibliothèque passe du statut public à privé. Puisque sa collection se concentre sur les livres d’intérêt général en anglais, la bibliothèque est complémentaire avec la collection française du Réseau des bibliothèques de la Ville de Québec. Au fil des ans, la bibliothèque a accumulé plus de 30 000 volumes, en plus d’une importante collection d’artéfacts.

## L'édifice
La vieille prison de Québec fut dessinée par l’architecte québécois François Baillairgé et construite entre 1808 et 1814 dans le style palladien. Elle fut l’un des premiers immeubles de Québec à s’inspirer des principes du classicisme britannique. Une nouvelle prison ayant été achevée en 1861, ce bâtiment fut vendu au docteur Joseph Morrin et converti en un collège pour les jeunes anglophones par l’architecte Joseph-Ferdinand Peachy.
L'édifice a été classé immeuble patrimonial le 23 janvier 1981 puis désigné « lieu historique national du Canada » le 13 novembre 1981.

## Galerie

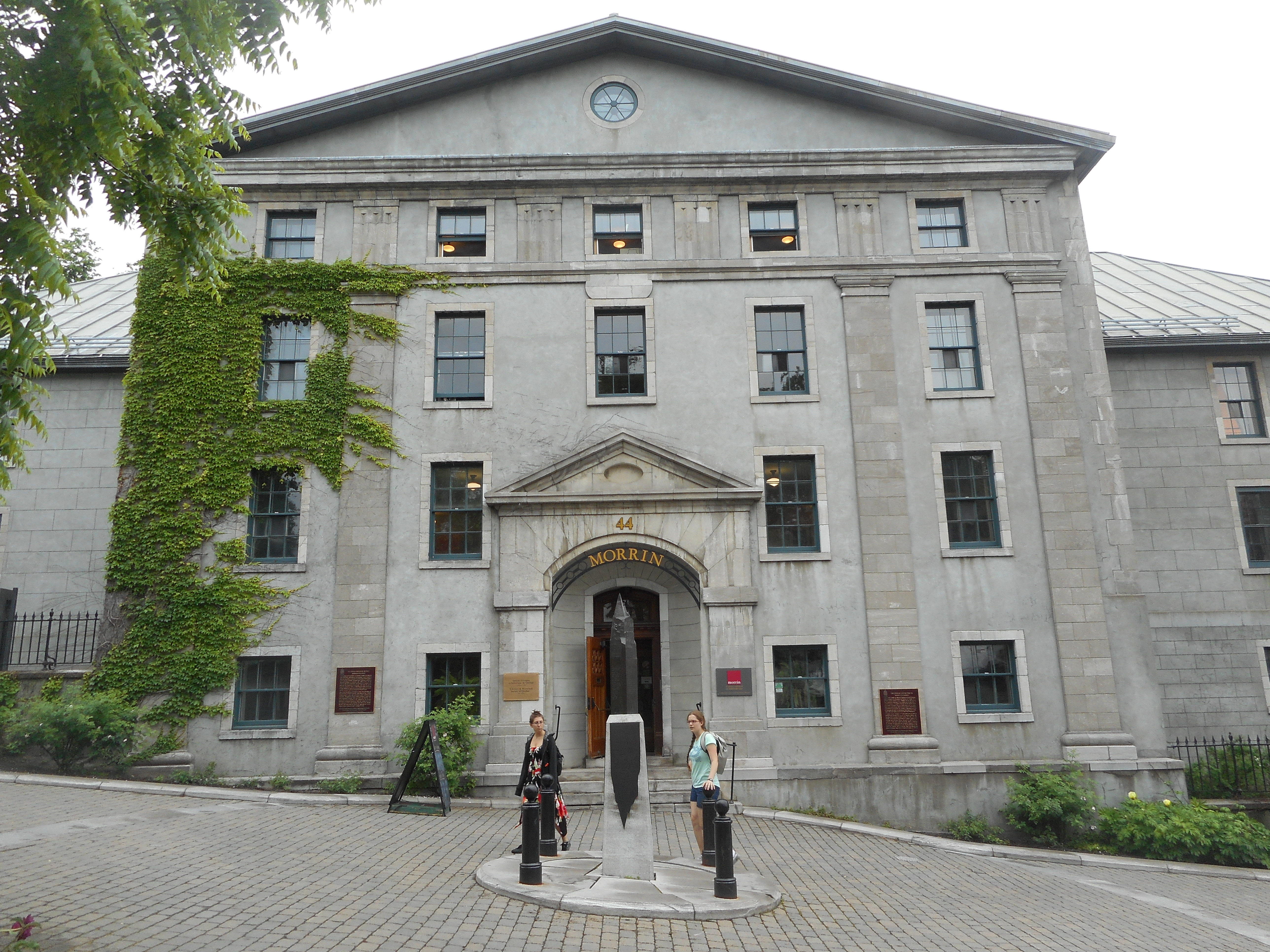
Le bâtiment.
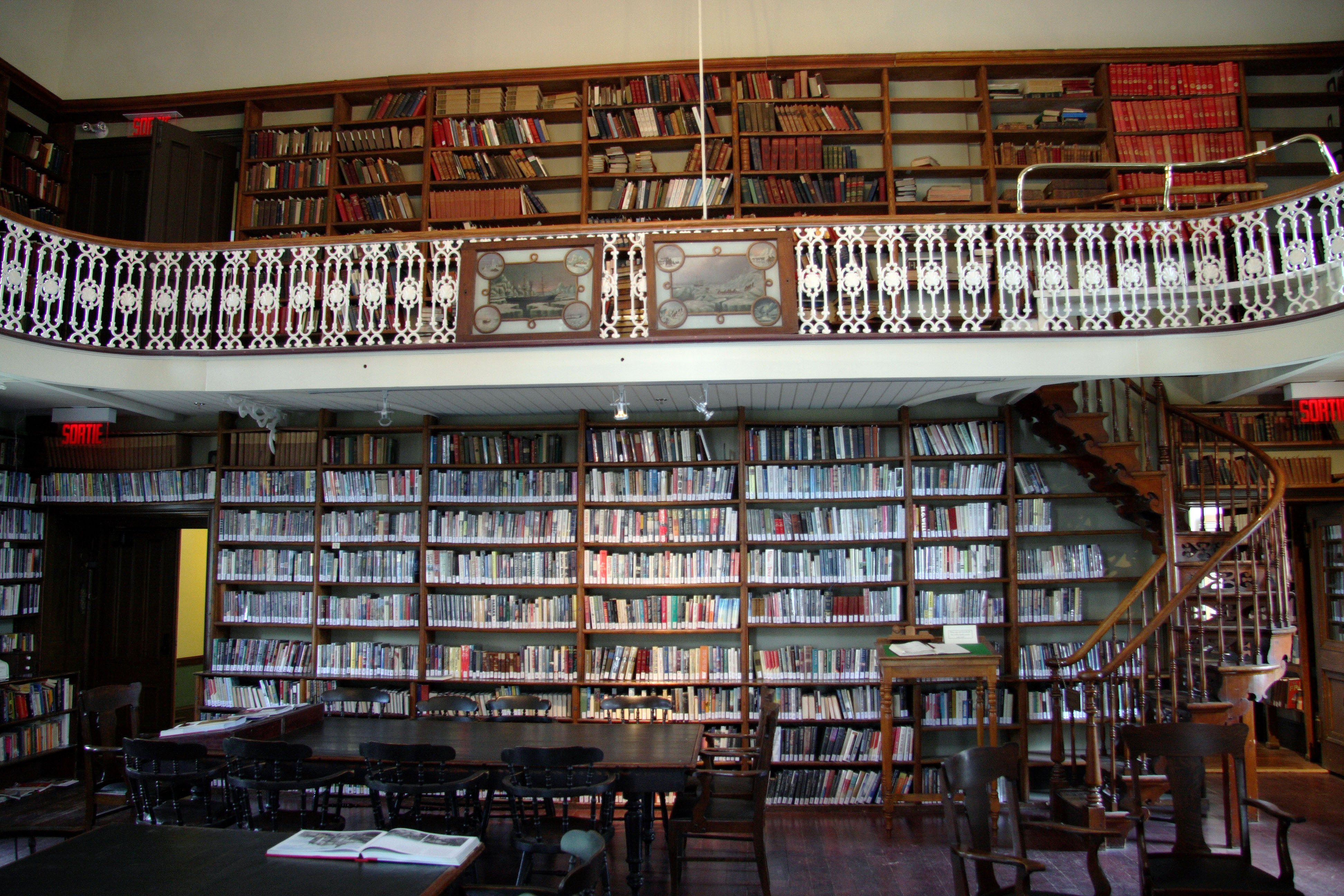
La bibliothèque.
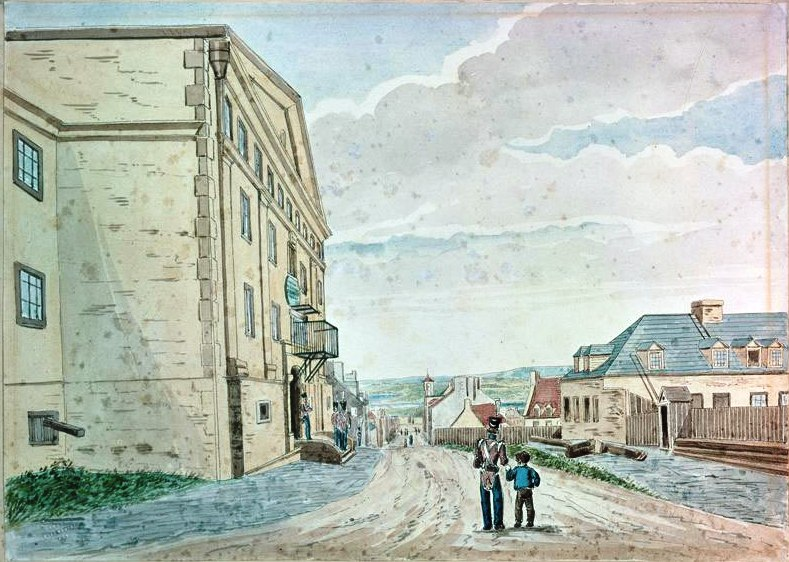
Prison de la rue Saint-Stanislas (1830), aquarelle de James Pattison Cockburn (1779-1847).